# Wolodymyr Sydorenko
Wolodymyr Petrowytsch Sydorenko (ukrainisch Володимир Петрович Сидоренко; * 23. September 1976 in Enerhodar, Oblast Saporischschja, Ukrainische SSR) ist ein ehemaliger ukrainischer Profiboxer. Er war von Februar 2005 bis Mai 2008 Weltmeister der World Boxing Association (WBA) im Bantamgewicht.
Er ist der Zwillingsbruder des Boxers Walerij Sydorenko, der bei den Olympischen Sommerspielen 2000 einen 7. Platz im Halbfliegengewicht erreichte.

## Amateurkarriere
Sydorenko boxte als Amateur im Fliegengewicht. Er gewann die Militärweltspiele 1995 in Rom, sowie die Militär-Weltmeisterschaften 1997 in San Antonio und 1998 in Warendorf.
Zudem gewann er die Europameisterschaften 1998 in Minsk und 2000 in Tampere.
Bei den Olympischen Sommerspielen 2000 in Sydney siegte er gegen Daniel de León, Omar Narváez und Andrzej Rżany, ehe er im Halbfinale mit 11:14 gegen den späteren Goldmedaillengewinner Wijan Ponlid unterlag und mit einer olympischen Bronzemedaille ausschied.
Bei der Weltmeisterschaft 2001 in Belfast besiegte er unter anderem Maikro Romero, Wardan Sakarjan und Georgi Balakschin, ehe er im Finale gegen Jérôme Thomas verlor und Vize-Weltmeister wurde.

## Profikarriere
Sydorenko wurde 2001 Profi beim Hamburger Boxstall Universum Box-Promotion, trainiert wurde er unter anderem von Michael Timm.
Von November 2001 bis 2005 gewann er jeden seiner 16 Kämpfe, darunter im Oktober 2004 in Rostock einen WBA-Titelausscheidungskampf gegen Leo Gámez.
Im Oktober 2004 beendete der WBA-Weltmeister im Bantamgewicht, Johnny Bredahl, seine Karriere, weshalb dessen Titel vakant wurde. Zum Kampf um den besitzlosen Gürtel wurden daraufhin Sydorenko und der mexikanische WBA-Interim-Weltmeister Julio Zarate bestimmt. Dabei gewann Sydorenko am 26. Februar 2005 in Hamburg einstimmig nach Punkten.
Im Anschluss konnte Sydorenko den Titel sechsmal verteidigen, darunter zweimal durch ein Unentschieden gegen Ricardo Córdoba, sowie durch einen Punktsieg gegen Poonsawat Kratingdaenggym.
Am 31. Mai 2008 verlor er den WBA-Titel in Düsseldorf durch eine Punktniederlage an Anselmo Moreno aus Panama und verlor auch den direkten Rückkampf am 2. Mai 2009 in Bremen. Nach dieser Niederlage gab Sydorenko die Trennung von Universum bekannt und gab an, seine Karriere in den USA fortsetzen zu wollen.
Nach einem Aufbausieg in Kiew bestritt er seinen nächsten und zugleich letzten Kampf am 4. Dezember 2010 im kalifornischen Anaheim und verlor dabei durch K. o. in der vierten Runde gegen Nonito Donaire.